# ダヴィドソン・ダ・ルス・ペレイラ
ダヴィドソン・ダ・ルス・ペレイラ（Davidson da Luz Pereira, 1991年3月5日 - ）は、リオデジャネイロ出身のサッカー選手。ブラジル国籍。中国サッカー・スーパーリーグ・武漢三鎮足球倶楽部所属。ポジションはフォワード。利き足は右足。
名はデイビッド、ダビソン等と表記するメディアもあるがブラジルでの発音はダヴィドソン。

## 経歴
デビューから数々のクラブに移籍するが結果が残せず、2018年にヴィートリアSCに移籍金約800万ユーロで移籍。

## 人物
- 兄弟が上に1人、下に2人いる。